# Samicum
Samicum or Samikon (grec ancien : Σαμικόν) était une ville de Triphylie dans l'Élide antique, en Grèce. Elle était située près de la côte ionienne, à mi chemin entre les embouchures de l'Alphée et de la Neda, un peu au nord de l'Anigros. Elle se dressait sur l'éperon rocheux d'une montagne, et commandait l'étroit passage entre celui-ci et la mer.  

## Dans les textes antiques
Samicum a été identifié à la ville qu'Homère nomme Arene et situe à l'embouchure du Minyeius, qui pourrait ainsi être l'Anigros.  
Selon Strabon la cité portait à l'origine le nom de Samos (Σάμος), parce qu'elle était située sur une colline (ce mot signifiait alors « hauts »). Samicum, le nom de la forteresse, a ensuite désigné la plaine environnante. Pausanias quant à lui évoque une cité du nom de Samia (Σαμία), qu'il semble distinguer de Samicum,.    
Près de Samicum, sur la côte, se trouvait un temple de Poséidon, entouré d'un bosquet d'oliviers sauvages. Les six cités de Triphylie contribuaient toutes à son entretien et il était sous la tutelle de la plus puissante d'entre elles, Macistus. Dans un fragment aujourd'hui abîmé, Strabon indique que ce temple était situé à égale distance (100 stades) de Lépréon et du « Annius » (τοῦ Ἀννίου), nom qui devrait être interprété comme l'Alphée plutôt que l'Anigros. 
Dans les environs de Samicum, des sources médicinales réputées guérissaient les maladies cutanées. Une vaste lagune s’étendait jusqu’à l’embouchure de l’Alphée depuis le pied nord de la colline sur laquelle se dressait la ville. Une autre, plus petite, baignait les flancs escarpés d'une colline nommée dans l'Antiquité les « roches achéennes ». La rivière Anigros l'alimentait, avant de rejoindre la mer, ainsi que des sources souterraines. Elle était considérée comme fétide, et son air en été extrêmement malsain. Strabon et Pausanias attribuent cette puanteur aux Centaures qui auraient lavé dans la rivière leurs blessures causées par les flèches d'Héraclès trempées dans le sang de l'Hydre de Lerne. Les deux auteurs décrivent l'efficacité de cette eau dans le traitement des maladies cutanées. Il y avait deux grottes, l'une sacrée habitées par les nymphes Anigrides — la plus importante, la seule mentionnée par Pausanias, et où on priait pour la guérison de ses maladies cutanées — et l'autre pour les Atlantides,.  
Samicum a été occupé par Polyperchon, général étolien d'Alexandre le Grand, pendant sa lutte contre les Arcadiens et pris par Philippe V de Macédoine en 219 avant J.-C.,. 

## Localisation et fouilles récentes

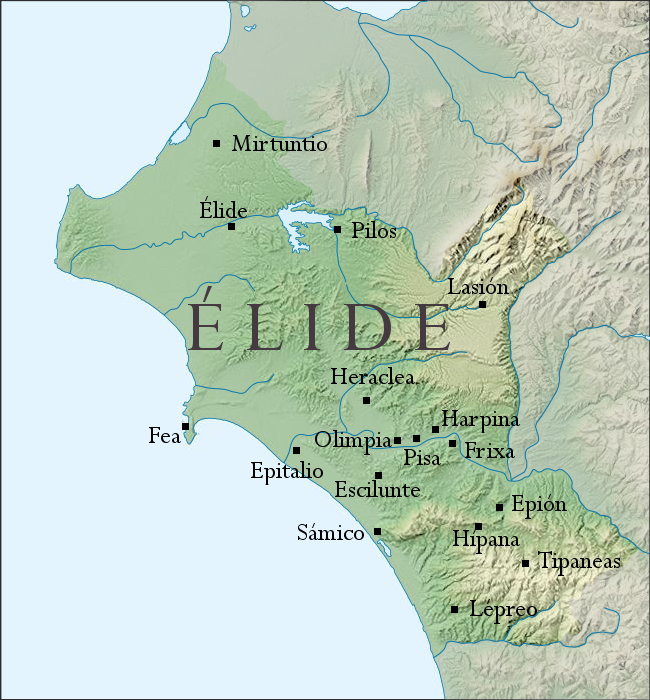
L'Élide antique.

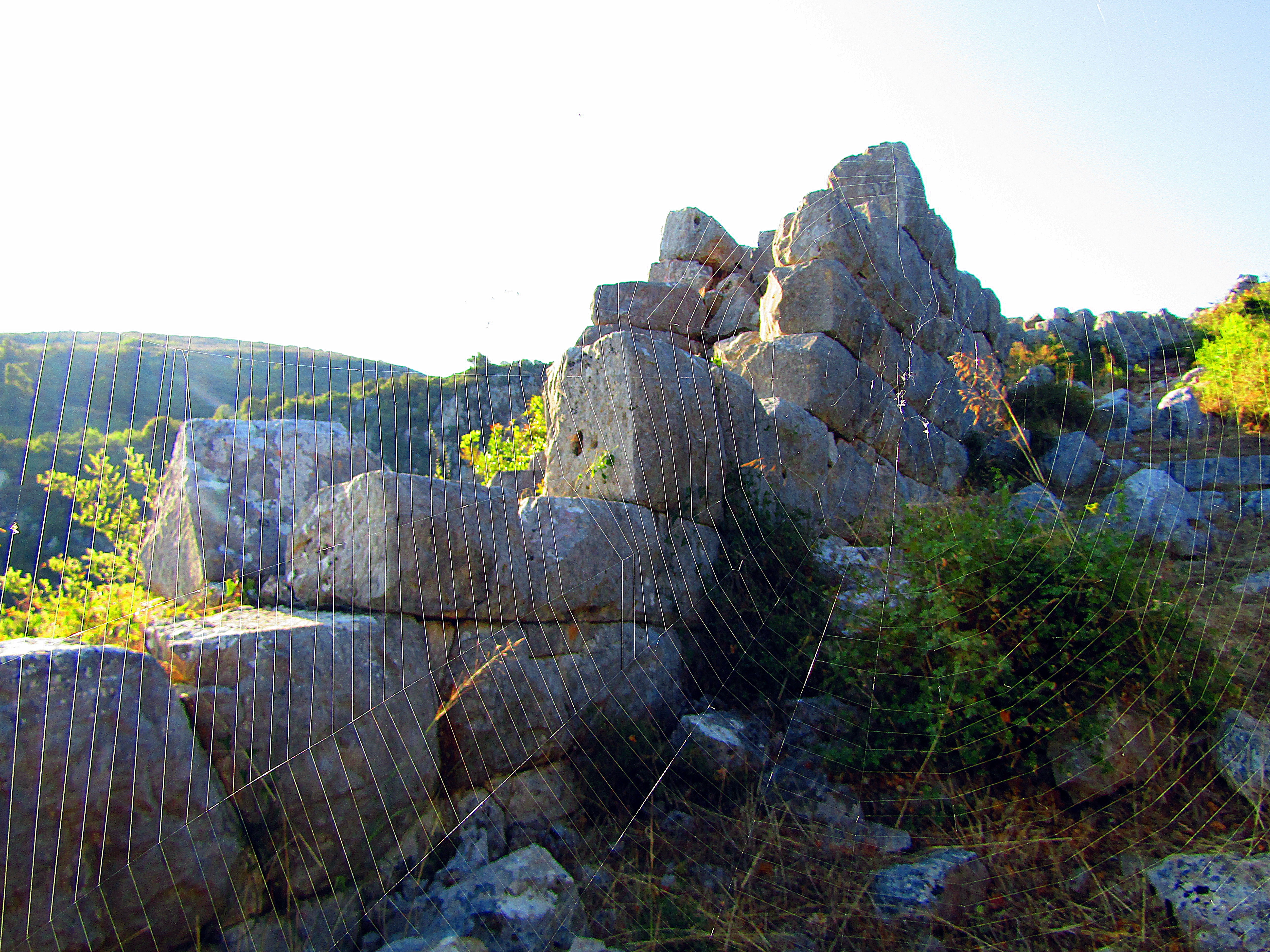
Vestiges des remparts de la cité antique.

Les vestiges de Samicum se trouvent sur la colline de Kleidi, près de Káto Samikó,. Les murailles en ruine, caractéristiques du second ordre de la maçonnerie hellénique, ont une largeur de deux mètres et une circonférence de 2,4 kilomètres. Les tours du côté de la mer sont plus récentes. 
Les restes découverts sur la colline de Kleidi comprennent des murs cyclopéens et les vestiges d'une colonie occupée au milieu et à la fin de la période helladique. La colline est toujours fortifiée au Moyen Âge. Une vaste nécropole helladique avec de riches objets funéraires a été mise au jour. Elle comprend un grand tumulus avec de nombreuses tombes, fouillé en 1954 par Nikos Yaluris et appelé « tombe de Iardanus » en raison d'un passage de Strabon qui mentionne l'existence de la sépulture de ce personnage en ce lieu.  
Une acropole classique coiffe la colline Elliniko, plus à l'est. Ces lieux ont été habités du IVe siècle avant notre ère aux temps de la Grèce romaine. Des poteries datant de la fin de la période helladique III y ont été découvertes. Au nord, se trouvent les restent de bains romains et d'un sanctuaire paléo-chrétien,.
D'après des investigations géophysiques réalisées en 2017, 2018 et 2021, une localisation possible du temple de Poséidon a été établie. Une campagne de fouilles archéologiques effectuée en 2022, première phase d'un programme de recherche sur 5 ans dans le but d'identifier le sanctuaire renommé du dieu marin et l'ancien port de Samikos, menée conjointement par le Ministère grec de la Culture (Ephorate of Antiquities of Ilia), l'Institut archéologique autrichien d'Athènes (ÖAI Athens), l'Université Johannes-Gutenberg de Mayence et l'Université Christian-Albrecht de Kiel, a révélé dans l'enceinte de l'acropole, un bâtiment de 9,4 mètres de large avec des murs de pierre de 0,8 mètre d'épaisseur daté du VIe siècle av. J.-C.,. Long de 28 mètres, il se compose de deux pièces. Les archéologues formulent deux hypothèses pour expliquer ce plan : soit le bâtiment était consacré à deux divinités différentes, soit l'une des pièces servait de salle de réunion à la Ligue Triphylienne, une coalition de cités des environs. Durant la seconde moitié du IVe siècle av. J.-C. ou le premier tiers du IIIe siècle av. J.-C., le temple est rénové et les anciennes tuiles du toit sont réutilisées : elles sont placées sur le sol puis un nouveau sol est installé par-dessus le tout ; le résultat limite les infiltrations d'eau souterraines et stabilise l'ensemble. Plusieurs objets sont découverts, dont une plaque de bronze portant une inscription et les fragments d'un perirrhanterion, un grand bassin en marbre d'environ un mètre de diamètre utilisé pour les purifications rituelles.
Un mur double, situé un peu au nord du temple, est signalé dès le début du XXe siècle par William Dörpfeld. Il est mis en évidence par les fouilles entamées en 2022. Les archéologues pensent qu'il s'agissait de l'enceinte marquant la limite du sanctuaire, et que ce mur servait également à arrêter les inondations potentielles provenant des lagons environnants.